# Cinque Classici
I Cinque Classici (cinese semplificato: 五经; cinese tradizionale: 五經; pinyin: Wǔjīng) sono opere fondamentali della letteratura cinese classica. Alcuni di essi, secondo la tradizione, furono compilati dallo stesso Confucio. Fanno parte del corpus di libri antichi alla base degli studi secondo il pensiero confuciano.
- Il Classico dei mutamenti (易經; 易经; Yìjīng)
Manuale di divinazione basato sugli otto trigrammi ed attribuito all'imperatore Fu Xi. All'epoca di Confucio gli otto trigrammi erano stati moltiplicati per ottenere 64 esagrammi.

- Il Classico delle odi (詩經; 诗经; Shījīng)
Un libro composto di 305 poemi divisi in 160 canti; 74 canti festivi minori, cantati tradizionalmente in occasione delle festività di corte; 31 canti festivi maggiori, cantati in occasione delle feste di corte più solenni; 40 inni ed eulogie cantati in occasione di sacrifici agli dei e agli spiriti degli antenati della famiglia reale. La compilazione di questo libro è attribuita a Confucio.

- Il Classico dei documenti (書經; 书经; Shūjīng)
Una raccolta di documenti e di discorsi che sarebbero stati scritti da funzionari e personalità della dinastia Zhou. Contiene esempi della prosa cinese di epoca molto antica.

- Il Classico dei riti (禮記; 礼记; Lǐjì)
L'originale andò perduto nel III secolo a.C.; una forma ricostruita del libro descrive antichi riti e cerimonie di corte.

- Gli Annali delle primavere e degli autunni (春秋 Chūnqiū, alias 麟經, 麟经 Línjīng)
Descrizione storica dello Stato di Lu dal 722 a.C. al 479 a.C. Tradizionalmente attribuito a Confucio, che era nativo dello stato di Lu.

Il Classico della musica (樂經, 乐经, Yuèjīng), spesso citato come il sesto classico, andò perduto durante il periodo della dinastia Han.